# Stade de Reims 2021-2022 (femminile)
Questa voce raccoglie le informazioni riguardanti la squadra femminile dello Stade de Reims nelle competizioni ufficiali della stagione 2021-2022.

## Divise e sponsor
La grafica è la stessa adottata dalla squadra maschile dello Stade Reims. Il main sponsor, diversamente da quello della squadra maschile (HEXAOM), era Idverde, azienda francese specializzata nella creazione e manutenzione di spazi verdi e impianti sportivi,, quello tecnico, fornitore delle divise da gioco, era Umbro.
| Casa | Trasferta | 3ª divisa |

## Organigramma societario
Come da sito societario.
Area tecnica
- Allenatore: Amandine Miquel
- Vice allenatore: Amaury Messuwe
- Preparatore dei portieri: Christopher Dauphin
- Preparatore atletico: Hugo Varloteau
- Fisioterapisti: Xavier Hugonnot, Lucie Mertes
- Medico sociale: Coralie Parmentier

## Rosa
Rosa, ruoli e numeri di maglia come da sito ufficiale, aggiornati al 10 gennaio 2022.
| N. |                        | Ruolo | Calciatrice              |
| -- | ---------------------- | ----- | ------------------------ |
| 1  | Messico (bandiera)     | P     | Emily Alvarado           |
| 3  | Ucraina (bandiera)     | A     | Tetjana Romanenko        |
| 4  | Camerun (bandiera)     | D     | Easther Mayi Kith        |
| 5  | Francia (bandiera)     | D     | Julie Pasquereau         |
| 6  | Haiti (bandiera)       | A     | Melchie Dumornay         |
| 8  | Francia (bandiera)     | C     | Sonia Ouchène            |
| 9  | Turchia (bandiera)     | A     | Melike Pekel             |
| 10 | Stati Uniti (bandiera) | C     | Rachel Corboz (capitano) |
| 11 | Francia (bandiera)     | A     | Vicki Becho              |
| 13 | Haiti (bandiera)       | D     | Kethna Louis             |
| 14 | Francia (bandiera)     | C     | Sonia Ouchène            |
| 15 | Francia (bandiera)     | C     | Lou-Ann Joly             |
| 16 | Francia (bandiera)     | P     | Emma Francart            |

| N. |                        | Ruolo | Calciatrice                    |
| -- | ---------------------- | ----- | ------------------------------ |
| 17 | Francia (bandiera)     | D     | Jade Rastocle                  |
| 18 | Francia (bandiera)     | D     | Océane Deslandes               |
| 19 | Francia (bandiera)     | A     | Kessya Bussy                   |
| 20 | Francia (bandiera)     | A     | Naomie Feller                  |
| 21 | Francia (bandiera)     | D     | Lèa Notel                      |
| 22 | Francia (bandiera)     | D     | Magou Doucouré (vice-capitano) |
| 23 | Inghilterra (bandiera) | C     | Grace Rapp                     |
| 25 | Francia (bandiera)     | C     | Joséphine Palin                |
| 26 | Francia (bandiera)     | C     | Chloé Philippe                 |
| 27 | Francia (bandiera)     | C     | Solène Wittmann                |
| 28 | Francia (bandiera)     | D     | Romane Lejeune                 |
| 33 | Francia (bandiera)     | A     | Charline De Proft              |
| 34 | Francia (bandiera)     | C     | Shana Chossenotte              |

## Calciomercato

### Sessione estiva
| Acquisti | Acquisti         | Acquisti         | Acquisti   |
| R.       | Nome             | da               | Modalità   |
| -------- | ---------------- | ---------------- | ---------- |
| P        | Emi Alvarado     | TCU Horned Frogs | definitivo |
| D        | Julie Pasquereau | Metz             | definitivo |
| D        | Kethna Louis     | Le Havre         | definitivo |
| A        | Melike Pekel     | Le Havre         | definitivo |

| Cessioni | Cessioni             | Cessioni   | Cessioni   |
| R.       | Nome                 | a          | Modalità   |
| -------- | -------------------- | ---------- | ---------- |
| P        | Phallon Tullis-Joyce | OL Reign   | definitivo |
| D        | Vita van der Linden  | Ajax       | definitivo |
| D        | Aurelle Awona        | Napoli     | definitivo |
| D        | Dar"ja Kravec'       | Fiorentina | definitivo |
| C        | Hana Kerner          | TiPS       | definitivo |
| A        | Mélissa Gomes        | Bordeaux   | definitivo |
| A        | Melissa Herrera      | Bordeaux   | definitivo |

### Sessione invernale
| Acquisti | Acquisti      | Acquisti        | Acquisti    |
| R.       | Nome          | da              | Modalità    |
| -------- | ------------- | --------------- | ----------- |
| D        | Mathilde Kack | UCF Knights     | definitivo  |
| A        | Vicki Becho   | Olympique Lione | in prestito |

| Cessioni | Cessioni | Cessioni | Cessioni |
| R.       | Nome     | a        | Modalità |
| -------- | -------- | -------- | -------- |
|          |          |          |          |

## Risultati

### Division 1

#### Girone di andata
| Arbitro: | Maïka Vanderstichel |

|                                               |           |  |
| Mayi Kith 6’ (aut.) Cascarino 10’ Bacha 90+3’ | Marcatori |  |

| Bétheny 4 settembre 2021, ore 14:30 CEST 2ª giornata | Stade Reims | 0 – 0 referto | Guingamp | Stadio Louis Blériot 2 (176 spett.)\| Arbitro: \| Collin \| |
| Arbitro:                                             | Collin      |               |          |                                                             |

| Arbitro: | Guillot |

|                                   |           |  |
| Greboval 12’ Matéo 27’ Corboz 81’ | Marcatori |  |

| Arbitro: | Laur |

|           |           |                                      |
| Bussy 19’ | Marcatori | 18’, 84’ Puntigam 27’, 31’ Petermann |

| Arbitro: | Rochebilière |

|                     |           |                          |
| Borgella 30’ (rig.) | Marcatori | 4’ Feller 72’, 84’ Bussy |

| Arbitro: | Guillot |

|                                             |           |                        |
| Corboz 16’ Bussy 21’, 73’ Dumornay 46’, 53’ | Marcatori | 6’ Snoeijs 80’ Lavogez |

| Arbitro: | Laur |

|               |           |  |
| Le Garrec 57’ | Marcatori |  |

| Arbitro: | Benmahammed |

|              |           |          |
| Dumornay 29’ | Marcatori | 43’ Dear |

| Arbitro: | Gonçalves |

|                                                                                  |           |  |
| Khelifi 4’, 38’ Dudek 25’ Diani 45’, 85’ (rig.) Baltimore 55’ (rig.) Huitema 74’ | Marcatori |  |

| Arbitro: | Guillot |

|                                 |           |          |
| Corboz 60’ Bussy 87’ Feller 90’ | Marcatori | 58’ Dear |

| Arbitro: | Benmahammed |

|  |           |                   |
|  | Marcatori | 15’ (rig.) Corboz |

#### Girone di ritorno
| Arbitro: | Beyer |

|  |           |           |
|  | Marcatori | 86’ Yango |

| Arbitro: | Gonçalves |

|                              |           |                   |
| Snoeijs 33’, 50’ (rig.), 66’ | Marcatori | 30’ (rig.) Corboz |

| Arbitro: | Guillot |

|                                                     |           |                                                     |
| Dumornay 8’ Deslandes 28’ Becho 45’ Romanenko 90+2’ | Marcatori | 5’ Thornton 52’ Machart-Rabanne 82’ (aut.) Alvarado |

| Arbitro: | Rochebilière |

|  |           |                         |
|  | Marcatori | 61’ Malard 90+3’ Renard |

| Arbitro: | Elbour |

|  |           |               |
|  | Marcatori | 90’ Deslandes |

| Arbitro: | Goncalves |

|           |           |                         |
| Louis 62’ | Marcatori | 67’ Bourdieu 90+5’ Sarr |

| Arbitro: | Elbour |

|            |           |                    |
| Lakrar 45’ | Marcatori | 74’ Joly 81’ Louis |

| Arbitro: | Elbour |

|                    |           |                         |
| Collin-Rougier 50’ | Marcatori | 32’ Louis 83’ Romanenko |

| Arbitro: | Guillot |

|                |           |  |
| Dumornay 90+2’ | Marcatori |  |

| Arbitro: | Benmahammed |

|                   |           |                        |
| Declercq 28’, 49’ | Marcatori | 44’ Louis 72’ Dumornay |

| Arbitro: | Rochebilière |

|              |           |  |
| Dumornay 45’ | Marcatori |  |

### Coppa di Francia
| Arbitro: | Gerbel |

|            |           |                                            |
| Smaali 79’ | Marcatori | 42’ Becho 85’ (rig.) Corboz 90+3’ Dumornay |

| Arbitro: | Laur |

|  |           |                                               |
|  | Marcatori | 46’ Becho 47’ Ouchene 61’ Dumornay 90’ Corboz |

| Arbitro: | Beyer |

|                               |                      |                                  |
| Pasquereau Deslandes Philippe | Tiri di rigore 0 – 3 | Ringenbach Dhaeyer Bueno Eninger |

## Statistiche

### Statistiche di squadra
| Competizione     | Punti | In casa | In casa | In casa | In casa | In casa | In casa | In trasferta | In trasferta | In trasferta | In trasferta | In trasferta | In trasferta | Totale | Totale | Totale | Totale | Totale | Totale | DR |
| Competizione     | Punti | G       | V       | N       | P       | Gf      | Gs      | G            | V            | N            | P            | Gf           | Gs           | G      | V      | N      | P      | Gf     | Gs     | DR |
| ---------------- | ----- | ------- | ------- | ------- | ------- | ------- | ------- | ------------ | ------------ | ------------ | ------------ | ------------ | ------------ | ------ | ------ | ------ | ------ | ------ | ------ | -- |
| Division 1       | 33    | 11      | 4       | 2       | 5       | 17      | 16      | 11           | 6            | 1            | 4            | 13           | 22           | 22     | 10     | 3      | 9      | 29     | 38     | -9 |
| Coppa di Francia | -     | 1       | 0       | 1       | 0       | 0       | 0       | 2            | 2            | 0            | 0            | 7            | 1            | 3      | 2      | 1      | 0      | 7      | 1      | +6 |
| Totale           | -     | 12      | 4       | 3       | 5       | 17      | 16      | 13           | 8            | 1            | 4            | 20           | 23           | 25     | 12     | 4      | 9      | 36     | 39     | -3 |

### Andamento in campionato
| Giornata  | 1  | 2 | 3  | 4  | 5 | 6 | 7 | 8 | 9 | 10 | 11 | 12 | 13 | 14 | 15 | 16 | 17 | 18 | 19 | 20 | 21 | 22 |
| --------- | -- | - | -- | -- | - | - | - | - | - | -- | -- | -- | -- | -- | -- | -- | -- | -- | -- | -- | -- | -- |
| Luogo     | T  | C | T  | C  | T | C | T | C | T | C  | T  | C  | T  | C  | C  | T  | C  | T  | T  | C  | T  | C  |
| Risultato | P  | N | P  | P  | V | V | P | N | P | V  | V  | P  | V  | P  | P  | V  | P  | V  | V  | V  | N  | V  |
| Posizione | 11 | 9 | 11 | 12 | 8 | 6 | 8 | 8 | 8 | 7  | 6  | 7  | 7  | 7  | 7  | 7  | 7  | 7  | 7  | 7  | 7  | 7  |

Legenda:

Luogo: C = Casa; T = Trasferta. Risultato: V = Vittoria; N = Pareggio; P = Sconfitta.

### Statistiche delle giocatrici
| Giocatore      | Division 1 | Division 1 | Division 1  | Division 1 | Coppa di Francia | Coppa di Francia | Coppa di Francia | Coppa di Francia | Totale   | Totale | Totale      | Totale     |
| Giocatore      | Presenze   | Reti       | Ammonizioni | Espulsioni | Presenze         | Reti             | Ammonizioni      | Espulsioni       | Presenze | Reti   | Ammonizioni | Espulsioni |
| -------------- | ---------- | ---------- | ----------- | ---------- | ---------------- | ---------------- | ---------------- | ---------------- | -------- | ------ | ----------- | ---------- |
| E. Alvarado    | 22         | 0          | 0           | 0          | 3                | 0                | 0                | 0                | 25       | 0      | 0           | 0          |
| V. Becho       | 13         | 1          | 2           | 0          | 3                | 2                | 0                | 0                | 16       | 3      | 2           | 0          |
| L. Berthe      | 0          | 0          | 0           | 0          | -                | -                | -                | -                | 0        | 0      | 0           | 0          |
| K. Bussy       | 20         | 6          | 1           | 0          | 2                | 0                | 0                | 0                | 22       | 6      | 1           | 0          |
| S. Chossenotte | 4          | 0          | 0           | 0          | 1                | 0                | 0                | 0                | 5        | 0      | 0           | 0          |
| A. Connesson   | 1          | 0          | 0           | 0          | -                | -                | -                | -                | 1        | 0      | 0           | 0          |
| R. Corboz      | 22         | 4          | 0           | 0          | 3                | 2                | 0                | 0                | 25       | 6      | 0           | 0          |
| C. De Proft    | 3          | 0          | 0           | 0          | -                | -                | -                | -                | 3        | 0      | 0           | 0          |
| O. Deslandes   | 22         | 2          | 2           | 0          | 2                | 0                | 1                | 0                | 24       | 2      | 3           | 0          |
| M. Doucouré    | 19         | 0          | 5           | 0          | 2                | 0                | 0                | 0                | 21       | 0      | 5           | 0          |
| M. Dumornay    | 15         | 7          | 1           | 0          | 3                | 2                | 0                | 0                | 18       | 9      | 1           | 0          |
| C. Dupont      | 0          | 0          | 0           | 0          | -                | -                | -                | -                | 0        | 0      | 0           | 0          |
| N. Feller      | 14         | 2          | 2           | 0          | 2                | 0                | 0                | 0                | 16       | 2      | 2           | 0          |
| A. Flagellat   | 0          | 0          | 0           | 0          | 0                | 0                | 0                | 0                | 0        | 0      | 0           | 0          |
| E. Francart    | 0          | 0          | 0           | 0          | 0                | 0                | 0                | 0                | 0        | 0      | 0           | 0          |
| L-A. Joly      | 19         | 1          | 1           | 0          | 2                | 0                | 0                | 0                | 21       | 1      | 1           | 0          |
| I. Kochnieva   | 0          | 0          | 0           | 0          | -                | -                | -                | -                | 0        | 0      | 0           | 0          |